# Tangled
Tangled (bra: Enrolados; prt: Entrelaçados) é um longa metragem de animação produzido pela Walt Disney Animation Studios. O filme é a 50.ª animação do estúdio, e é levemente baseado no conto de fadas alemão Rapunzel, dos Irmãos Grimm. Com as vozes originais de Mandy Moore e Zachary Levi, o filme conta a história de uma jovem princesa perdida  de 18 anos, com um longo cabelo mágico que anseia para deixar sua torre isolada. Contra a vontade da sua mãe, ela aceita a ajuda de um ladrão intruso para levá-la ao mundo que ela nunca viu.
Originalmente o filme se chamaria Rapunzel, mas teve o título mudado para Tangled para soar neutro aos gêneros. É o filme de animação mais caro da história, com um orçamento de 260 milhões de dólares e o quinto filme mais caro de todos os tempos. Tangled empregou um estilo artístico único, misturando características de imagens geradas por computador (CGI) e animação tradicional ao usar renderização não-fotorrealista para criar a impressão de uma pintura. O compositor Alan Menken, que havia trabalhado em vários filmes de animação da Disney, voltou a compor para Tangled.
Tangled estreou no El Capitan Theatre, em 14 de novembro de 2010, e entrou em lançamento geral em 24 de novembro. O filme foi bem recebido pela crítica e pelo público, arrecadou US$ 591 milhões em bilheteira em todo o mundo, US$ 200 milhões, dos quais foram obtidos nos Estados Unidos e Canadá. O filme foi nomeado para uma série de prêmios, incluindo Melhor Canção Original no Oscar 2011. O filme foi lançado em Blu-ray e DVD em 29 de março de 2011; um curta-metragem, Tangled Ever After, foi lançado no final de 2012. Em 2010, a Disney cogitava lançar em 2017 uma série de televisão no Disney Channel.

## História
Em um pequeno reino germânico, uma velha bruxa chamada Gothel é a única a ver uma gota de pura luz do sol atingir o solo, criando uma flor mágica, com a capacidade de curar os doentes e feridos, e ela a utiliza para manter-se jovem quando canta para a Flor. Centenas de anos mais tarde, a rainha de um reino próximo adoece enquanto esperava um filho. Os seus guardas, em busca de uma cura, encontram a flor misteriosa. Eles fazem uma poção com a flor, que cura a rainha e ela dá à luz a uma menina chamada Rapunzel. Gothel descobre que o cabelo dourado de Rapunzel mantém a habilidade de cura da flor, desde que não seja cortado, por isso ela sequestra a criança e a isola numa torre escondida na floresta, criando-a como sua própria filha. Todos os anos no aniversário da Rapunzel, o reino envia milhares de lanternas voadoras no céu na esperança de que um dia a princesa perdida retorne.
Dezoito anos mais tarde, Rapunzel vive na torre com seu camaleão de estimação, Pascal. Rapunzel pede a  Gothel para a  deixá-la ver as luzes flutuantes no  seu aniversário, mas Gothel nega o pedido, dizendo que o mundo está cheio de pessoas que cobiçam as suas habilidades em beneficio próprio. Enquanto isso, os ladrões liderados por Flynn Rider, roubam a coroa da princesa ausente do castelo. Flynn abandona os seus cúmplices e se depara com a torre de Rapunzel, escolhendo-a como um esconderijo. Durante a perseguição, o cavalo da guarda, Maximus, se separa dos outros e continua a busca de Flynn por conta própria. Dentro da torre, Flynn é nocauteado por Rapunzel, que o esconde em uma visita de Gothel.
Rapunzel faz um acordo com Flynn, de que se ele a levar para ver as luzes e trazê-la de volta em segurança, ela devolve a coroa. Durante a viagem os dois visitam uma taverna cheia de bandidos, que após Rapunzel fazê-los perceberem que tem seus próprios sonhos, ajudam Rapunzel e Flynn a fugirem dos guardas. Quando Maximus destrói uma represa e prende Rapunzel e Flynn em uma caverna inundando, Rapunzel revela seus poderes para Flynn ao fazer seu cabelo brilhar para descobrirem o caminho da saída. Após escaparem, Flynn revela seu verdadeiro nome, José Bezerra (na versão original em inglês, Eugene Fitzherbert), e a sua razão de ser um ladrão. Enquanto Flynn (que agora é chamado por Rapunzel por seu verdadeiro nome) junta lenha, Gothel se encontra secretamente com Rapunzel. Gothel diz que ele só está com ela por causa da coroa, e diz que ela a devolva para ele como um teste.
Na manhã seguinte, Maximus enfrenta José novamente, mas descobre que Rapunzel é a princesa e faz amizade com ela, levando a dupla para o reino. Naquela noite, Rapunzel devolve a coroa a José, mas ele percebe, sendo iluminado pelas luzes das lanternas, que é Rapunzel que ele quer. Vendo seus cúmplices antigos, ele tenta devolver a coroa a eles, mas a dupla está trabalhando agora com Gothel. Eles fazem parecer que José está a enganá-los de novo fazendo com que os guardas lhe prendessem, e Gothel, traindo os ladrões, "resgata" Rapunzel e a leva de volta para a torre. José, condenado a ser enforcado por seus crimes, descobre a traição da capangas capturados. O pessoal da taverna resgata José e ele vai ao encontro de Rapunzel na torre.
Após Rapunzel descobrir que ela é a princesa perdida, confronta Gothel com a revelação. José sobe a torre, mas ao entrar, ele vê Rapunzel acorrentada e amordaçada e é esfaqueado por Gothel. Rapunzel promete permanecer com Gothel para sempre se ela deixá-la curá-lo. Gothel concorda, mas antes de Rapunzel curá-lo, José diz que preferia morrer do que vê-la presa de novo e corta os longos cabelos de Rapunzel, destruindo seu poder de cura. A verdadeira idade de Gothel começa a voltar, e, entre gritos de horror, ela tropeça no cabelo de Rapunzel e cai pela janela da torre, transformando-se em poeira antes de chegar ao chão. José revela seu amor por Rapunzel, e morre. Inconsolável, ela tenta cantar o encantamento, mas o poder do seu cabelo se foi. De repente, uma lágrima cai no rosto de José e Rapunzel percebe que seu choro também tem mágica, o cura milagrosamente. Eles retornam ao castelo, onde se juntam a família real. Acontece uma grande celebração em homenagem ao retorno de Rapunzel. Rapunzel e José se casam, vivem felizes para sempre e todos realizam suas aspirações individuais.

## Elenco
- Mandy Moore e Delaney Rose Stein como Rapunzel. Em Portugal, Bárbara Lourenço (diálogos)[7][8] e Anabela (canções)[8].No Brasil, Sylvia Salustti.[9]
- Zachary Levi como Flynn Rider. Em Portugal Pedro Caeiro (diálogos)[7][8] e Henrique Feist (canções)[7][8]. No Brasil, Luciano Huck[10] (diálogos) e Raphael Rossatto (canções).
- Donna Murphy como Gothel. Em Portugal Rita Alagão (diálogos)[8] e Helena Montez (canções)[8]. No Brasil, Gottsha.
- Richard Kiel como Vlad.
- Jeffrey Tambor como Lovehorn.
- Paul F. Tompkins  como Baixinho.
- Brad Garrett como Gancho.
- Ron Perlman como Irmãos Stabbington.
- M. C. Gainey como Capitão da Guarda.

Portugal
A versão portuguesa foi dirigida por Carlos Freixo e conta ainda com a voz de Alexandre Ferreira.
Brasil
A qualidade da dublagem de Luciano Huck gerou críticas desfavoráveis. No CinePOP, Lucas Salgado citou em 2019 como uma das piores dublagens da história: "responsável pela dublagem mais trágica da história. Sem exagero. São inúmeros os casos de pessoas que odiaram Enrolados quando viram pela primeira vez e que descobriram mais pra frente, ao ver com a dublagem original, que se tratava de um ótimo filme. Sem nenhuma experiência em dublagem, Luciano recebeu logo de cara um dos protagonistas de uma animação da Disney. E o resultado é pavoroso. Dublar não é apenas repetir falas. É uma forma de atuação."
Em novembro de 2021, o dublador e diretor Garcia Júnior declarou que não teve direção de dublagem devido ao comportamento de Luciano Huck no estúdio.

## Produção

### Datas e Equipe
Segundo o jornal Los Angeles Times, o filme ficou seis anos em produção e custou mais de US$ 260 milhões. O filme havia sido anunciado inicialmente para 2007, mas com a desistência dos diretores o projeto foi atrasado. Os diretores Dean Wellins e Glen Keane foram substituídos por Byron Howard e Nathan Greno.

### Mudança de Título
Quando se iniciou a produção, o filme recebeu o título alternativo de "Unbraided Rapunzel" ("Rapunzel sem Tranças"), que foi depois alterado para "Rapunzel".
Seu antecessor, A Princesa e o Sapo, foi muito aclamado pela crítica, mas não obteve o rendimento esperado, tendo alcançando apenas US$ 270 000 000 no mundo todo. A Disney manifestou a hipótese de que a ênfase em princesas poderia dissuadir os meninos de assistirem a um filme, por este motivo, a produtora decidiu mudar o título da animação de Rapunzel para Tangled, e deu mais destaque ao protagonista Flynn Rider.
Esta decisão da Disney foi muito criticada e a mudança foi acusada de só levar em consideração os lucros. Os diretores se defenderam alegando que a mudança do título se deu por Rapunzel não ser a única protagonista, de maneira que era necessário um título que representasse o que o filme é de fato: um duo entre Rapunzel e Flynn Rider.

### Animação
O filme foi produzido em CGI com visual inspirado em pinturas a óleo sobre tela. Um dos principais objetivos dos animadores foi a de criar movimentos que imitassem a fluidez suave dos desenhos feitos a mão encontrados em filmes mais antigos de animação da Disney. A animação em CGI representou algumas dificuldades, especialmente o cabelo, pois não havia tecnologia suficiente para fazer o efeito desejado. No fim de janeiro de 2010, os diretores ainda não tinham certeza se o cabelo de Rapunzel estava ficando bom. Os problemas foram finalmente resolvidos em Março. Uma versão melhorada de um programa de simulação de cabelo chamado Dynamic Wires, originalmente desenvolvido para o filme Bolt foi usado, além de outras técnicas que tiveram de ser inventadas para tornar tudo possível. Para fazer o cabelo em flutuar de baixo da água, entre outras coisas, foi utilizada a geometria diferencial discreta.

## Trilha Sonora
A trilha sonora foi composta por Alan Menken, com letras escritas por Glenn Slater. Menken disse que tentou mistura de música medieval com o folk rock dos anos 60 para as novas composições.
Várias canções foram escritas para o filme, sendo retiradas no corte final. "When Will My Life Begin?" substituiu uma versão anterior chamada de "What More Could I Ever Need?". Menken informou que a canção de abertura passou por cinco ou seis versões diferentes. Menken relatou que havia uma canção de amor original chamada de "You Are My Forever" que Gothel cantava para Rapunzel de uma forma maternal, que seria reprisado mais tarde por Flynn Rider em uma forma romântica. Aparentemente a ideia foi substituída pelas canções "Mother Knows Best" e "I See the Light".
A canção "Something That I Want" realizada por Grace Potter da banda Grace Potter and the Nocturnals é destaque nos créditos finais. Esta versão conta com alguns trechos da letra reescritas por Potter. Ganhou uma versão latino-americana intitulada de "Algo quiero querer", interpretada pela cantora colombiano Fanny Lu.
A trilha sonora alcançou a 44.ª posição na Billboard 200, 7.ª posição na parada Billboard de trilhas sonoras e a 3.ª posição na Kid Albums.

### Lista de faixas
Todas as faixas escritas e compostas por Alan Menken e Glenn Slater com exceção da faixa 20 que foi escrita e composta por Grace Potter. Todas as instrumentais foram compostas por Menken. 
| N.º | Título                                   | Intérprete(s)                                              | Duração |  |
| 1.  | "When Will My Life Begin?"               | Mandy Moore                                                | 2:32    |  |
| 2.  | "When Will My Life Begin? (Reprise 1)"   | Moore                                                      | 1:03    |  |
| 3.  | "Mother Knows Best"                      | Donna Murphy                                               | 3:10    |  |
| 4.  | "When Will My Life Begin? (Reprise 2)"   | Moore                                                      | 2:06    |  |
| 5.  | "I've Got a Dream"                       | Brad Garrett, Jeffrey Tambor, Moore, Zachary Levi, Company | 3:11    |  |
| 6.  | "Mother Knows Best (Reprise)"            | Murphy                                                     | 1:38    |  |
| 7.  | "I See the Light"                        | Moore, Levi                                                | 3:44    |  |
| 8.  | "Healing Incantation"                    | Moore                                                      | 0:54    |  |
| 9.  | "Flynn Wanted" (Instrumental)            | Alan Menken                                                | 2:51    |  |
| 10. | "Prologue" (Instrumental e música)       | Menken, Murphy, Delaney Stein                              | 2:02    |  |
| 11. | "Horse with No Rider" (Instrumental)     | Menken                                                     | 1:57    |  |
| 12. | "Escape Route" (Instrumental)            | Menken                                                     | 1:57    |  |
| 13. | "Campfire" (Instrumental)                | Menken                                                     | 3:21    |  |
| 14. | "Kingdom Dance" (Instrumental)           | Menken                                                     | 2:20    |  |
| 15. | "Waiting For the Lights" (Instrumental)  | Menken                                                     | 2:47    |  |
| 16. | "Return to Mother" (Instrumental)        | Menken                                                     | 2:06    |  |
| 17. | "Realization and Escape" (Instrumental)  | Menken                                                     | 5:50    |  |
| 18. | "The Tear Heals" (Instrumental e música) | Menken, Moore                                              | 7:37    |  |
| 19. | "Kingdom Celebration" (Instrumental)     | Menken                                                     | 1:50    |  |
| 20. | "Something That I Want"                  | Grace Potter                                               | 2:43    |  |

| Faixas bônus da edição do Reino Unido |                   |                  |         |  |
| N.º                                   | Título            | Intérprete(s)    | Duração |  |
| 21.                                   | "I See The Light" | Shannon Saunders | 3:38    |  |

## Lançamento

### Crítica
Tangled recebeu críticas positivas. Análise agregada Rotten Tomatoes relata que 90% dos críticos deram ao filme uma crítica positiva com base em 154 avaliações, com uma pontuação média de 8.1/10. Entre os críticos populares dos principais jornais, sites, programas de rádio e televisão, o filme tem uma taxa de aprovação geral de 93%, com base em uma amostra de 28 comentários. Segundo o site: "Embora esteja longe de ser o melhor filme da Disney, Tangled é de um visual deslumbrante, além de entretenimento devido para um clássico de animação cânone do estúdio". A maioria das críticas elogiaram a animação, especificamente a sequência das lanternas (I See the Light), alguns a comparam com a cena do baile em A Bela e a Fera.

### Prêmios e Indicações
O filme foi indicado a nove prêmios. O Hollywood Foreign Press Association nomeou Tangled para dois Globos de Ouro, prêmios de "Melhor longa-metragem animado" e "Melhor Canção Original" por "I See the Light". O filme também recebeu duas indicações ao Broadcast Film Critics Association nas mesmas categorias, bem como indicações para dois Annie Awards, para Melhor Animação Longa-Metragem e para Melhor Adaptação. "Tangled", também foi nomeada a dois Phoenix Film Critics Society Awards, Melhor Animação e Melhor Canção Original por "I've Got A Dream". Por fim, o filme foi ainda indicado ao Oscar, na categoria de Melhor Canção Original por "I See the Light".
Apesar do filme ter sido muito elogiado pelas músicas presentes, a Disney não quis inscrever o filme para concorrer ao Oscar de Melhor Trilha Sonora, preferindo voltar seus esforços para a categoria de Melhor Canção Original. O mesmo aconteceu com o filme Toy Story 3.

## Bilheteria no Brasil
No Brasil, o filme estreou nos cinemas no dia 7 de janeiro de 2011 e foi um grande sucesso. O filme levou 3,9 milhões de pessoas aos cinemas e arrecadou R$ 39,8 milhões. Durante vários meses, permaneceu como o filme mais visto do ano no Brasil. Ao final de 2011, ficou como o sexto filme mais visto do ano nos cinemas brasileiros.